# Человек с Запада (фильм, 1958)
«Человек с Запада» (англ. man of the West; 1958) — художественный фильм, последняя работа Энтони Манна в жанре вестерн. По роману Уилла Брауна. По выходе на экран прошёл почти незамеченным, хотя Жан-Люк Годар назвал его в числе лучших фильмов года. С годами получил статус культового, признаётся образцовым вестерном и одной из лучших работ Манна.

## Сюжет
Линк Джонс, бывший грабитель, а ныне добропорядочный фермер и семьянин, садится в поезд, чтобы найти учительницу для маленького городка на Западе. С этой целью он везёт с собой деньги, с трудом собранные доверившимися ему земляками. На поезд нападают грабители из банды, в которой он когда-то состоял. Вместе со случайными попутчиками — шулером и певицей из салуна — Линк попадает в руки своих бывших товарищей. Чтобы спасти жизни спутников и свою собственную, а также вернуть похищенные у него в поезде чужие деньги, он вынужден делать вид, что хочет вернуться в банду…

## В ролях
- Гэри Купер — Линк Джонс
- Джули Лондон — Билли Эллис
- Ли Джей Кобб — Док Тобин
- Артур О’Коннелл — Сэм Бизли
- Джек Лорд — Коали
- Ройял Дано — Траут
- Джон Денер — Клауд